# Egidijus Mockevičius
Egidijus Mockevičius, né le 1er septembre 1992 à Kuršėnai, Šiauliai, est un joueur lituanien de basket-ball. Il évolue au poste de pivot.

## Biographie

### Carrière universitaire
Il passe ses quatre années universitaires à l'université d'Evansville mais ne participe pas aux matches avec les Purple Aces (en) entre 2012 et 2016.

### Carrière professionnelle
Le 23 juin 2016, lors de la draft 2016 de la NBA, automatiquement éligible, il n'est pas sélectionné.
En juillet 2016, il participe à la NBA Summer League 2016 de Las Vegas avec les Nets de Brooklyn. En trois matches, il a des moyennes de 5,67 points, 3,33 rebonds, 0,33 passe décisive et 0,67 contre en 10,7 minutes par match.
Le 27 juillet 2016, il signe un contrat avec les Nets de Brooklyn pour participer au camp d'entraînement et tenter de faire partie des quinze joueurs retenus au début de la saison NBA 2016-2017.
En mars 2022, Mockevičius s'engage avec Fos Provence Basket, club français de première division, jusqu'à la fin de la saison.

### Sélection nationale
Il remporte quatre médailles d'or avec la sélection de la Lituanie : les Jeux Olympiques d'été des jeunes de 15 ans et moins en 2007, le championnat d'Europe de 18 ans et moins en 2010, la coupe du monde des 19 ans et moins en 2011, le championnat d'Europe des 20 ans et moins en 2012.

## Palmarès

### Université
- Meilleur rebondeur en NCAA (2016)
- 2× First-team All-MVC (2015, 2016)
- MVC Defensive MVP (2016)

### Sélection nationale
- Vainqueur des Jeux Olympiques d'été des jeunes de 15 ans et moins en 2007
- Vainqueur du championnat d'Europe des 18 ans et moins en 2010
- Vainqueur de la coupe du monde des 19 ans et moins en 2011
- Vainqueur du championnat d'Europe des 20 ans et moins en 2012

## Statistiques

### Universitaires
| Saison    | Équipe          | Matchs | Titul. | Min./m | % Tir | % 3pts | % LF | Rbds/m. | Pass/m. | Int/m. | Ctr/m. | Pts/m. |
| --------- | --------------- | ------ | ------ | ------ | ----- | ------ | ---- | ------- | ------- | ------ | ------ | ------ |
| 2012-2013 | Evansville (en) | 36     | 33     | 18,4   | 63,3  | 0,0    | 70,8 | 5,03    | 0,22    | 0,39   | 1,78   | 5,78   |
| 2013-2014 | Evansville      | 32     | 32     | 25,2   | 62,7  | 0,0    | 72,9 | 8,28    | 0,28    | 0,78   | 2,03   | 10,50  |
| 2014-2015 | Evansville      | 34     | 34     | 27,9   | 57,9  | 0,0    | 82,4 | 9,91    | 0,50    | 0,62   | 2,18   | 12,50  |
| 2015-2016 | Evansville      | 34     | 34     | 31,8   | 63,7  | 0,0    | 68,4 | 14,00   | 0,26    | 0,79   | 2,76   | 15,74  |
| Carrière  | Carrière        | 136    | 133    | 25,7   | 61,7  | 0,0    | 73,4 | 9,26    | 0,32    | 0,64   | 2,18   | 11,06  |